# 大阪・アート・カレイドスコープ
大阪・アート・カレイドスコープ（おおさかアート・カレイドスコープ）は、大阪府で2004年から2008年に大阪府立現代美術センター主催で行われていた芸術祭。

## 概要
大阪府立現代美術センター主催で、現代美術をテーマに、住友倉庫の所有する「海岸通ギャラリー・CASO」（当時は大阪府の所蔵する美術品の常設展示を行なっていた）やオフィスビル、公共空間など複数の会場で行われていた。大阪府の事業であり、2008年6月に発表された大阪府の財政見直し案により大阪府立現代美術センター閉鎖も含めた文化予算削減検討もあり、2008年が最後の開催となった。
- 第1回：大阪・アート・カレイドスコープ OSAKA04 春・花・生 21世紀の芸術と生命の交差：加藤義夫が委託事業としてプロデュース・運営を担当[2]。2004年3月13日-31日開催。
- 第2回：大阪・アート・カレイドスコープ　OSAKA05 交通するアート/万華鏡的複眼思考のススメ：プロデューサーは加藤義夫。2005年3月5日-24日開催。
- 第3回：大阪・アート・カレイドスコープ　"do art yourself" ～すべての人は表現者～：2005年11月25日-12月27日開催。
- 第4回：大阪・アート・カレイドスコープ2007　～大大阪にあいたい～：プロデューサーに北川フラムが就任。2007年3月1日-21日開催。
- 第5回：大阪・アート・カレイドスコープ 2008「大阪時間」 [3]：プロデューサーは北川フラム。2008年3月1日-20日開催。